# Transition (Stil)

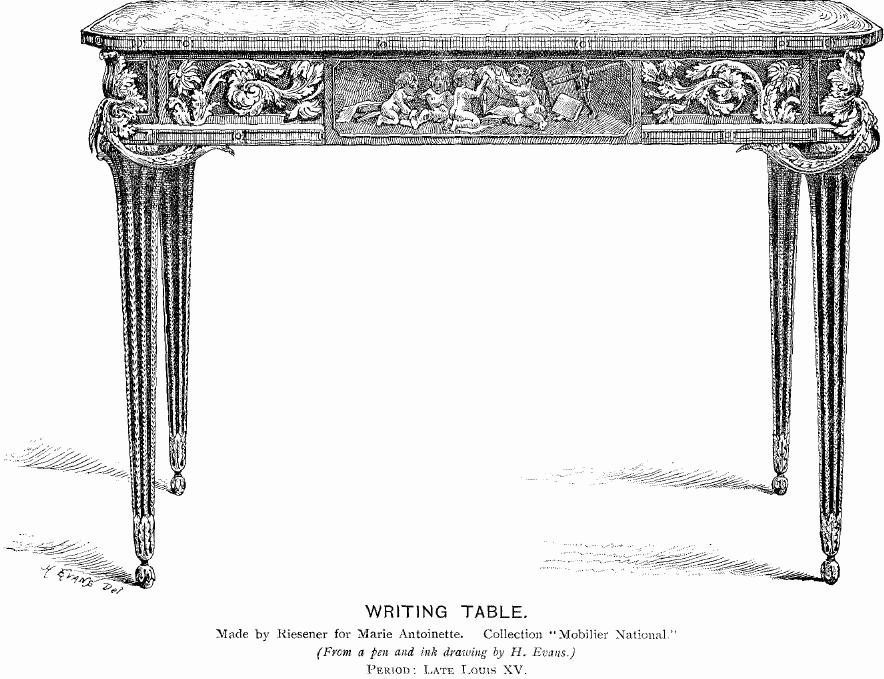
Jean-Henri Riesener, Schreibtisch Transition für Marie-Antoinette.

Als Transition (lat., frz. Übergang) wird ein französischer Dekorationsstil in der Zeit von 1750 bis 1780 bezeichnet, der Elemente des Louis-quinze und Louis-seize, bzw. Rokoko und Klassizismus verbindet. Der Stil äußerte sich in erster Linie in der Architektur, der Bildhauerei sowie der Möbelkunst. Unter den Ebenisten (Kunsttischlern) sind etwa der deutsch-französische Meister Jean-Henri Riesener und der Berner Meister Johannes Äbersold als Vertreter des Transition bekannt geworden.